# Helen Appo Cook
Helen Appo Cook, nata Helen Appo, (New York, 21 luglio 1837 – Washington, 20 novembre 1913), è stata un'attivista statunitense.
Fu una ricca e importante attivista della comunità afroamericana di Washington e leader del movimento dei club femminili. Fu fondatrice e presidente della Colored Women's League, che nel 1896 si consolidò con un'altra organizzazione per diventare la National Association of Colored Women (NACW), un'organizzazione ancora attiva nel XXI secolo. La Cook sostenne il diritto di voto e fu membro del Niagara Movement, che si opponeva alla segregazione razziale e alla privazione del diritto di voto ai cittadini afroamericani. Nel 1898 la Cook rimproverò pubblicamente Susan B. Anthony, presidente della National American Woman Suffrage Association, chiedendole di sostenere il suffragio universale in seguito al discorso della Anthony a un esame della commissione giudiziaria della Camera del Congresso degli Stati Uniti.

## Prima parte della vita
Helen Cook nacque da William Appo, un importante musicista, e da Elizabeth Brady Appo, che possedeva un'attività di modisteria a New York. A seguito della carriera musicale di William Appo, la famiglia visse in diverse città, come Baltimora e Filadelfia, prima di stabilirsi definitivamente a New York.

Da adolescente, Helen Cook frequentò gli incontri sui diritti delle donne con sua madre e si identificò con la causa femminile:
Sono nata con un'idea di riconoscimento e di simpatia per la causa dei diritti delle donne, dato che mia madre, prima di me, era una così ardente sostenitrice delle sue dottrine che mi sono sentita, in un certo senso, identificata con lei. Tra i miei primi ricordi ci sono gli incontri della domenica pomeriggio che si tenevano a casa di Lucretia Mott, in Arch Street, a Filadelfia... In una di queste occasioni... ho ascoltato l'eloquente sostenitore della libertà umana, l'abolizionista inglese George Thompson.
Da adulta la Cook partecipò al primo congresso di suffragio tenutosi a Washington nel gennaio 1869 e organizzato dall'Universal Franchise Association.

## Leadership e attivismo

### Associazione nazionale per il soccorso delle donne e dei bambini di colore indigenti
Nel 1864, con un atto del Congresso degli Stati Uniti, fu costituita la National Association for the Relief of Destitute Colored Women and Children (Associazione nazionale per il soccorso delle donne e dei bambini di colore indigenti), con l'obiettivo di fornire "una casa, un vitto, un abbigliamento e un'istruzione adeguati, e di portare queste persone sotto l'influenza cristiana". Elizabeth Keckley, sarta e confidente dell'ex first lady Mary Todd Lincoln, fu uno dei membri fondatori dell'associazione. Helen Cook è rimasta membro dell'associazione per quasi 35 anni e ha ricoperto diverse posizioni di responsabilità. Nel 1880 fu la prima donna afroamericana a essere eletta segretaria dell'associazione, carica che mantenne per dieci anni. Anche gli uomini afroamericani sostenevano l'associazione. Frederick Douglass pagò l'iscrizione a vita nel 1866. Il dottor Charles Burleigh Purvis e James Wormely, proprietario del Wormley's Hotel di Washington, si unirono al Consiglio di amministrazione nel 1872. John F. Cook, Jr., marito di Helen Cook, si unì al consiglio di amministrazione nel 1885, fornì assistenza finanziaria e contribuì a influenzare il Congresso per il mantenimento dei finanziamenti. Gli stanziamenti del Congresso, tuttavia, terminarono nel 1892. L'Associazione mantenne un edificio per le persone senza alloggio e gli orfani tra l'Ottava e Euclid Street, a nord-ovest, con comitati permanenti per l'ammissione e la dimissione, la gestione della proprietà, l'istruzione e l'abbigliamento. Al momento della sua morte, Helen Cook era presidente dell'associazione.

### Lega delle donne di colore
Nel 1892, Helen Cook, Ida B. Wells, Anna Julie Cooper, Charlotte Forten Grimké, Mary Jane Peterson , Mary Church Terrell e Evelyn Shaw formarono la Colored Women's League a Washington, D.C. Gli obiettivi del club, orientato al servizio, erano di promuovere l'unità, il progresso sociale e i migliori interessi della comunità afroamericana. Helen Cook fu eletta presidente.
La Cook scrisse la prima “Washington Letter” sulle attività della Colored Women's League (CWL) in The Woman's Era (1894-1897), il primo giornale nazionale pubblicato per e da donne afroamericane. La Cook condivise i risultati ottenuti dalla CWL nel 1894, tra cui la raccolta di 1.935 dollari per la costruzione di una sede permanente per la Lega; l'organizzazione di una serie di conferenze pubbliche per le ragazze in una scuola superiore locale e alla Howard University; l'aver stabilito corsi sponsorizzati dalla CWL di tedesco, letteratura inglese e igiene; l'istituzione di una scuola di cucito e di un ufficio di rammendo con 88 studenti e dieci insegnanti; il pagamento delle tasse scolastiche per due studenti di infermieristica e una parte dello stipendio per l'assunzione di un insegnante di scuola materna. Mary Church Terrell, membro della CWL, fornì al giornale i successivi aggiornamenti dalle iniziative della Lega di Washington.
Nel maggio del 1898, Helen Cook intervenne alla Seconda Convenzione Annuale del Congresso Nazionale delle Madri, tenutasi a Washington, D.C. Il Congresso Nazionale delle Madri fu il precursore dell'attuale Associazione Nazionale Genitori Insegnanti. Nel suo discorso “Siamo stati ostacolati: How Can We Be Help?”, denunciò coloro che identificano le caratteristiche comportamentali negative come intrinseche agli afroamericani, invece di considerarle come una risposta agli effetti della povertà e del pregiudizio. William Edward Burghardt Du Bois partecipò anche alla Conferenza del Congresso delle Madri e, il 6 maggio, presentò una relazione intitolata “La storia della casa dei negri”.
Più tardi, nel 1898, W.E.B. DuBois invitò Helen Cook a presentare una relazione per la terza conferenza annuale di Atlanta sui problemi dei negri, tenutasi all'Università di Atlanta. Lo scopo della serie di conferenze (1896-1914) era quello di identificare le difficoltà della comunità afroamericana e suggerire soluzioni. Tra gli altri invitati a presentare relazioni vi erano il reverendo Henry Hugh Proctor della First Congregational Church (Atlanta, Georgia), il giornalista e avvocato Lafayette M. Hershaw e Miss Minnie L. Perry, membro del consiglio di amministrazione dell'orfanotrofio Carrie Steele. Il documento di Helen Cook illustrava i risultati ottenuti dalla CWL, tra cui l'iscrizione di oltre 100 bambini agli asili.
Nel corso del tempo, la Colored Women's League stabilì un centro di formazione per insegnanti di scuola materna e mantenne sette asili gratuiti e diversi asili nido. La Lega stabilì anche scuole di cucito, scuole serali e banche di risparmio.
Nel 1903 la Lega aveva un edificio permanente al 1931 della 12ª Strada, a nord-ovest, che offriva temporaneamente vitto, alloggio e un asilo nido. Inoltre, secondo la storica Fannie Barrier Williams, con Helen Cook ancora presidente eletta, l'organizzazione aveva il più grande numero di soci di qualsiasi club femminile afroamericano del Paese.
I membri della Lega avevano in mente un'organizzazione nazionale fin dall'inizio, secondo un articolo del 1893 del membro fondatore Mary Church Terrell. “La Lega delle donne di colore, recentemente organizzata a Washington, ha invitato cordialmente le donne di tutte le parti del Paese a unirsi ad essa per avere un'organizzazione nazionale”, scrisse.

### Prima Conferenza nazionale delle donne di colore d'America

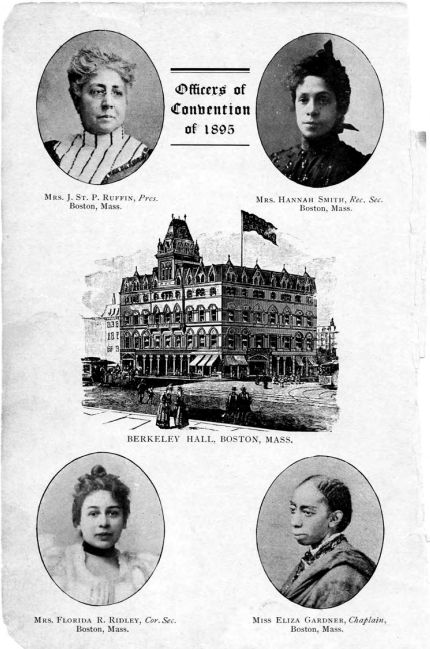
Ufficiali della Convenzione del 1895. Documenti storici delle convenzioni del 1895-96 delle donne di colore d'America

Nel 1895, Josephine St. Pierre Ruffin, presidente del Woman's Era Club di Boston, invitò tutte le donne afroamericane a riunirsi per una conferenza di tre giorni a Boston per discutere questioni critiche relative alla “crescita e al benessere morale, mentale, fisico e finanziario” delle donne nere, in seguito alle osservazioni denigratorie sul carattere delle donne afroamericane da parte di John Jacks, presidente della Missouri Press Association.
La Colored Women's League e altri ventiquattro club a livello nazionale parteciparono alla prima Conferenza nazionale delle donne di colore d'America dal 29 al 31 luglio 1895. I funzionari della Convenzione erano responsabili dell'organizzazione della conferenza e comprendevano Josephine St. Pierre Ruffin, presidente, Mrs. Hannah Smith, segretaria di registrazione, Mrs. Florida Ruffin Ridley, segretaria corrispondente, e Miss. Eliza Gardner, cappellano. Le cariche elettive della convention sono state Josephine St. Pierre Ruffin, presidente; Helen A. Cook e Margaret Murray Washington, vicepresidenti; Eliza Carter e Hannah Smith, segretarie.
Il primo giorno della convention, Helen Cook tenne un discorso intitolato “L'Unione Nazionale Ideale”, invitando all'unità e delineando gli obiettivi e lo scopo di un'organizzazione nazionale a sostegno delle donne nere. La Cook parlò anche della visione di un'organizzazione nazionale l'ultimo giorno della conferenza. La signora Victoria Earle Matthews presentò una risoluzione per la formazione di un'organizzazione nazionale. Al congresso fu aggiunto un giorno supplementare, tenutosi presso la Charles St. Church, per discutere della creazione di un'organizzazione nazionale. La risoluzione è stata approvata e si è formato un comitato per lavorare sui dettagli di un'organizzazione nazionale.

### Seconda Conferenza nazionale delle donne di colore d'America
Un anno dopo, i club femminili afroamericani di tutto il Paese si riunirono a Washington per la convention della Federazione nazionale delle donne afroamericane, presieduta dalla signora Booker T. Washington. Il 20 luglio 1896, il secondo giorno della convention, fu approvata una mozione per la creazione di un comitato che unisse la National Federation of Afro-American Women e la Colored Women's League. La nuova organizzazione, l'Associazione nazionale delle donne di colore, elesse Mary Church Terrell come prima presidente.

### L'ammonimento a Susan B. Anthony
Il 15 febbraio 1898, la Commissione Giudiziaria della Camera esaminò i rappresentanti della National American Woman Suffrage Association (NWSA) in merito a una proposta di emendamento della Costituzione degli Stati Uniti per concedere il suffragio alle donne. L'attivista per i diritti delle donne e presidente della NWSA Susan B. Anthony parlò durante l'audizione di “ignoranti che detengono il diritto di voto”. La Anthony suggerì che la proposta del Quindicesimo Emendamento, che avrebbe dato ai cittadini il diritto di voto, indipendentemente dalla razza, dal colore della pelle o dalla precedente condizione di servitù, umiliava le donne [bianche americane]. Secondo un resoconto giornalistico, la Anthony disse: "La scheda elettorale... viene messa nelle mani di ogni uomo fuori dalla prigione di Stato, che abbia o meno il buon senso di esprimere il proprio voto, eppure le donne del Paese sono state costrette a umiliarsi nel chiedere diritti che avrebbero dovuto essere loro riconosciuti già da tempo". La Anthony continuò e "fece un paragone tra molte delle ex schiave e il gran numero di donne di alto rango intellettuale costrette a riconoscere la loro inferiorità politica rispetto a queste".
Alcuni giorni dopo, Helen Cook rispose "con dolorosa sorpresa" alla testimonianza di Susan B. Anthony al Congresso con una lettera pubblicata sul The Washington Post che descriveva la storia della Cook impegnata nei diritti delle donne. La Cook si appellava alla Anthony affinché promuovesse la causa del suffragio universale piuttosto che denigrare “una nobile virilità” o gli uomini afroamericani. La Cook notò la "grande influenza della Anthony sulle altre donne...[e] il potere di dirigere i loro pensieri e i loro sforzi" e suggerì alla Anthony di sostenere il suffragio universale prima che le opinioni negative sugli uomini neri e sul loro suffragio acquisissero maggiore popolarità.

### Movimento del Niagara
A quasi settant'anni, Helen Cook e suo marito John F. Cook Jr. si recarono ad Harpers Ferry, in Virginia Occidentale, per incontrare nell'agosto 1906 il Niagara Movement (National Association for the Advancement of Colored People). Il Movimento del Niagara (1905-1910) era un'organizzazione afroamericana per i diritti civili fondata un anno prima da William Edward Burghardt Du Bois e William Monroe Trotter per opporsi alla segregazione razziale e alla privazione dei diritti degli afroamericani. John Cook partecipò come membro dell'organizzazione. All'incontro, dopo un dibattito, si decise che le donne potevano diventare membri associati e Helen Cook lo divenne.

## Matrimonio e figli
Helen e John Francis Cook, Jr. si sposarono nel 1864. Il marito divenne il più ricco afroamericano residente a Washington, con un patrimonio dichiarato di 200.000 dollari nel 1895. Tra le sue attività professionali figurano la nomina a capo dell'esattoria di Washington (dal 1874 al 1884), l'incarico di amministratore dell'Università Howard (1874-1908) e la collaborazione con il fratello George F. T. Cook e l'ex deputato George Henry White nella ditta Cook, Cook and White, che produsse mattoni dal 1904 al 1906.
I Cook ebbero cinque figli, tra cui Elizabeth Appo Cook (1864-1953), John Francis Cook, III (1868-1932), Charles Chaveau Cook (circa 1871-1910), George Frederick Cook (1874-1927) e Ralph Victor Cook (1875-1949).

## La morte
Helen Cook morì per polmonite e insufficienza cardiaca il 20 novembre 1913 a Washington, nella residenza della famiglia Cook (1118 Sixteenth Street, Northwest). Un giornale afroamericano ha scritto che era " probabilmente la donna di colore più ricca del Distretto di Columbia". Si ritiene che il patrimonio della Cook valga non meno di un quarto di milione di dollari... La signora Cook era molto interessata alle organizzazioni negre e alle opere di carità ed era una donna dal cuore gentile e dalle ampie simpatie”. La Cook è stata sepolta al Columbian Harmony Cemetery, insieme al defunto marito, John F. Cook, Jr. e ad altri membri della famiglia Cook. Lo studio legale Carlisle, Luckett & Howe si è occupato del patrimonio della Cook.